# Georg Neumark
Pour les articles homonymes, voir Neumark.
Georg Neumark est un poète allemand et auteur de cantiques protestants né à Langensalza (aujourd'hui Bad Langensalza, en Thuringe) le 16 mars 1621 et décédé à Weimar, toujours en Thuringe, le 18 juillet 1681.

## Biographie
Fils de Michaël et Martha Neumark, Georg fréquente d'abord les collèges de Schleusingen puis de Gotha et part enfin pour l'université de Königsberg (aujourd'hui Kaliningrad, en Russie) en 1640. Malheureusement, des troubles qui opposaient souvent les duchés locaux le conduisirent à fuir et on retrouve Neumark désœuvré à Magdebourg puis Lunebourg, Winsen, Hambourg et enfin Kiel, ville plus calme où il trouve un poste de précepteur chez le juge Stephan Henning. Après un séjour heureux et fort de quelques économies en poche il rejoint Königsberg et s'inscrit à nouveau à l'université de droit le 21 juin 1643. Soutenu par le poète Simon Dach, il restera cinq années à Königsberg. Ses études terminées, on retrouve Neumark à Varsovie, à Thorn (aujourd'hui Toruń, ville natale de Nicolas Copernic) de 1649 à 1650, à Dantzig (aujourd'hui Gdańsk) et enfin Hambourg en septembre 1651. Il retrouve sa Thuringe natale à la fin 1651 et est remarqué par le duc Guillaume de Saxe-Weimar, souverain éclairé qui le nomme poète de cour, bibliothécaire, registraire de l'administration à Weimar et, enfin, secrétaire des archives ducales. En 1679, il devient membre de la société littéraire « Ordre des Bergers de la Pegnitz et des Fleurs ». Devenu aveugle à la fin de sa vie, Georg Neumark peut conserver toutes ses fonctions et meurt dans un bien-être matériel. Il est enterré au cimetière Jacob de Weimar.
Johann Sebastian Bach a utilisé son cantique Wer nur den lieben Gott lässt walten dans quatre de ses cantates : les BWV 21, 88, 93 et 197 ; et dans le choral BWV 434.
Un arrangement de ce choral est chanté par la « communauté » lors d’un culte, à la fin de l’épisode 3 «Le jour des Cendres » de la série télévisée « Les rivières pourpres » de Jean-Christophe Grangé.

## Œuvres
- Wer nur den lieben Gott läßt walten, 1641 (son Lied le plus connu)
- Poetisch- und Musikalisches Lustwäldchen, Hambourg 1652
- Fortgepflantzter Musikalisch-Poetischer Lustwald, Iéna 1657
- Christlicher Potentaten Ehren-Krohne, Iéna 1675
- Poetisch-Historischer Lustgarten, Frankfurt/Main 1666
- Poetische Tafeln, oder gründliche Anweisung zur deutschen Verskunst, Nüremberg 1668
- Der Neu-Sprossende Teutsche Palmbaum, Nüremberg 1669
- Thränendes Haus-Kreutz, Weimar 1681